# بين روجرز
بين روجرز (بالإنجليزية: Ben Rogers)‏ هو لاعب دوري الرغبي أسترالي، ولد في 26 أبريل 1985 في Penrith, New South Wales ‏ في أستراليا.